# کاکتوس‌های درشت‌دنده
کاکتوس‌های درشت‌دنده (نام علمی: Uebelmannia) نام یک سرده از تبار موم‌انجیرتباران است.